# Oddworld: Munch’s Oddysee
Oddworld: Munch’s Oddysee — компьютерная игра в жанре платформера, разработанная студией Oddworld Inhabitants. Выпуск состоялся в 2001 году. Является частью серии Oddworld, идёт сразу после Oddworld: Abe’s Oddysee.
Игра получила положительные оценки от критиков сразу после своего выхода на Xbox, они хвалили игру за её стиль, замечая, что переход от двумерной графики прошлых игр серии к трёхмерной не обошёлся без проблем в геймплее. Версия для Game Boy Advance из-за ряда технических проблем, а также упрощений игрового процесса для возможности игры на портативном устройстве получила отрицательные отзывы от большинства обозревателей. Дальнейшие переиздания игры получали смешанные отзывы, так как ошибки игрового процесса спустя многие годы становились всё более очевидными.

## Игровой процесс
В отличие от предыдущих частей серии, исполненных в двумерной перспективе, в Oddworld: Munch’s Oddysee используется трёхмерная графика.
Сложно точно обозначить жанр игры. Основную её часть составляет платформер, однако в Munch’s Oddysee также встречаются элементы action, головоломки и адвенчуры.
Главными героями игры являются Эйб (англ. Abe) и Манч (англ. Munch). Они отличаются своими способностям, и игрок, проходящий игру, должен время от времени переключаться между ними. Человекоподобный Эйб хорош для задач на земле, он также способен отдавать приказы соплеменникам, когда как похожий на лягушку Манч хорошо плавает, а также может использовать Фаззлов (англ. Fuzzles) в качестве напарников.
В отличие от предыдущих игр серии, в которых главный герой умирал от одного попадания по нему, в Munch’s Oddysee Эйб и Манч имеют некоторый небольшой запас здоровья.
В версии для Game Boy Advance используется вид сверху.

## Сюжет
Сюжет начинается с того, как из-за губительной эксплуатации глакконами (англ. Glukkons) вымирают гэббиты. Один из последних представителей их вида, Манч, попадает в плен и становится жертвой хирургического вмешательства вайккерсов, прислужников глакконов, что даёт ему возможность взламывать электронику и разговаривать с фаззлами, кроликоподобными существами. Мудокон (англ. Mudokon) Эйб отправляется спасти гэббита.

## Восприятие
| Сводный рейтинг       | Сводный рейтинг                  | Сводный рейтинг                  | Сводный рейтинг                  | Сводный рейтинг                  |
| Издание               | Оценка                           | Оценка                           | Оценка                           | Оценка                           |
| Издание               | GBA                              | Switch                           | PS Vita                          | Xbox                             |
| --------------------- | -------------------------------- | -------------------------------- | -------------------------------- | -------------------------------- |
| GameRankings          | 49,45 %                          | N/A                              | N/A                              | 79,14 %                          |
| Metacritic            | 44/100                           | 58/100                           | 72/100                           | 80/100                           |
| Иноязычные издания    |                                  |                                  |                                  |                                  |
| Издание               | Оценка                           | Оценка                           | Оценка                           | Оценка                           |
| Издание               | GBA                              | Switch                           | PS Vita                          | Xbox                             |
| EGM                   | N/A                              | N/A                              | N/A                              | 9,0/10                           |
| Eurogamer             | 4/10                             | 4/10                             | N/A                              | N/A                              |
| G4                    | [ 14 ]                           | N/A                              | N/A                              | [ 15 ]                           |
| GameRevolution        | N/A                              | N/A                              | N/A                              | B-                               |
| GameSpot              | 4,1/10                           | N/A                              | N/A                              | 7,9/10                           |
| GameSpy               | [ 19 ]                           | N/A                              | N/A                              | 84/100                           |
| GameZone              | 6,9/10                           | N/A                              | N/A                              | 8/10                             |
| IGN                   | 4,0/10                           | N/A                              | N/A                              | 7,4/10                           |
| Jeuxvideo.com         | N/A                              | 15/20                            | N/A                              | N/A                              |
| Nintendo Life         | N/A                              | [ 25 ]                           | N/A                              | N/A                              |
| Nintendo Power        | [ 26 ]                           | N/A                              | N/A                              | N/A                              |
| Nintendo World Report | N/A                              | 6/10                             | N/A                              | N/A                              |
| Pocket Gamer          | N/A                              | N/A                              | [ 28 ]                           | N/A                              |
| TeamXbox              | N/A                              | N/A                              | N/A                              | 4,1/5                            |
| Русскоязычные издания |                                  |                                  |                                  |                                  |
| Издание               | Оценка                           | Оценка                           | Оценка                           | Оценка                           |
| Издание               | GBA                              | Switch                           | PS Vita                          | Xbox                             |
| «Страна игр»          | 4,0/10                           | N/A                              | N/A                              | N/A                              |
| Награды               |                                  |                                  |                                  |                                  |
| Издание               | Награда                          | Награда                          | Награда                          | Награда                          |
| EGM                   | EGM Gold - Editors’ Choice Award | EGM Gold - Editors’ Choice Award | EGM Gold - Editors’ Choice Award | EGM Gold - Editors’ Choice Award |

Согласно Metacritic, Oddworld: Munch’s Oddysee получила в основном положительные отзывы на Xbox. Грег Сьюарт из Electronic Gaming Monthly пишет: «Эйб и Манч хоть и выглядят уродливо, но являются одними из самых очаровательных персонажей в видеоиграх», отмечая, что их сильные и слабые стороны вынуждают игрока использовать обоих персонажей для прохождения игры, а также то, что она стала более весёлой из-за появившейся возможности дать отпор противникам. Основной негативной стороной Munch’s Oddysee по мнению Грега является тот факт, что в середине игры некоторые уровни заставляют игрока ходить от одной части локации к другой и обратно. Джо Филдер из GameSpot назвал Munch’s Oddysee «сильной творческой игрой, хотя некоторые ключевые факторы не позволяют ей раскрыться», он критикует игру за недостаточное разнообразие головоломок и странную камеру, которая следует за персонажем игрока с задержкой. Винсент Лопес из IGN отмечает, что Munch’s Oddysee пытается мимикрировать под предыдущие двумерные игры Oddworld, из-за чего её игровой процесс медленный, репетативный и скучный для сложного трёхмерного окружения.
Версия для Game Boy Advance получила множество отрицательных отзывов. Морган Уэбб из G4 критикует её за потерю заметной доли шарма Oddworld, скучный геймплей, заключающийся в ходьбе от точки к точке с переносом предметов, и низкую продолжительность игры. Зак Мэстон из GameSpot хвалит игру за хорошо анимированные спрайты и музыку, но также отмечает скучные уровни, «состоящие из пары секций с паззлами, отделёнными кучей обязательного бэктрэкинга и прыжками по платформам», однако в качестве двух самых главных проблем игры он выделяет упущение возможности ввести режим кооперативной игры и резкое обрывание музыки во время процесса игры. Журнал Nintendo Power раскритиковал игру за плохую регистрацию попаданий и неотзывчивое управление.
HD-переиздания Oddworld: Munch’s Oddysee на PlayStation Vita и Nintendo Switch получили «смешанные отзывы», согласно Metacritic. Грег Гидденс из Pocket Gamer в своей рецензии называет игру «свежей, как 12 лет назад», он хвалит её за дизайн персонажей и сложные загадки, отмечая не самое лучшее освещение и проблемы с камерой и некоторую репетативность. Даниэль Куккьярелли из итальянского подразделения Eurogamer пишет, что большое количество платформеров, вышедших за 20 лет после релиза оригинальной игры, выигрывает Munch’s Oddysee в качестве. Стивен Грин из Nintendo World Report отмечает, что кат-сцены, мир игры и повествование Oddworld: Munch’s Oddysee «держутся по сей день», но игровой процесс сильно устарел, в особенности сложное управление.
Шон Масгрейв из TouchArcade оценил Munch’s Oddysee на iOS в 4 звезды из 5. Он пишет, что игре стоит простить её огрехи в дизайне за большое количество личного создателей, вложенное в игру, хоть это и «самая неоднозначная игра Oddworld Inhabitants за всё время».
«Gr.Viper» из «Навигатора игрового мира» в своём обзоре на серию Oddworld поставил игре 6 баллов из 10. Константин Говорун из «Страны игр» хвалит игру за интересные элементы геймплея, но критикует игру за техническую реализацию: графику и звук.

## Продажи
Летом 2018 года, благодаря уязвимости в защите Steam Web API, стало известно, что точное количество пользователей сервиса Steam, которые играли в игру хотя бы один раз, составляет 108 580 человек.